# Carmen de La Legua (Metro de Lima y Callao)
Carmen de La Legua es la quinta estación actualmente en construcción de la Línea 2 y la octava de la Línea 4 del Metro de Lima en Perú. Será construida de manera subterránea en los distritos del Callao y Bellavista. Se tiene previsto su inauguración general en 2028.
La Autoridad de Transporte Urbano para Lima y Callao (ATU) anunció el desvío vehicular desde el domingo 28 de enero de 2024 debido a la construcción de la estación Carmen de la Legua, en la avenida Óscar R. Benavides.
Se encuentra en el intercambio vial de la avenida Elmer Faucett con la avenida Óscar R. Benavides/Colonial.
En septiembre de 2024, se informó que las obras civiles de la estación tiene un avance de 54%.
En enero de 2025, se informó que las obras civiles de la estación tiene un avance de 71.65%.